# Vladimír Polívka (skladatel)
Vladimír Polívka (6. července 1896 Praha – 11. května 1948 tamtéž) byl český klavírista, spisovatel a hudební skladatel a pedagog.

## Život
Narodil se v rodině obuvnického mistra Františka Polívky (1861–??) a matky Anny, rozené Absolonové (1861–??) jako nejstarší ze tří dětí. (Nejmladší syn zemřel jednoroční.) Pokřtěn byl v kostele Panny Marie Sněžné na pražském Novém Městě.
Absolvoval reálné gymnázium a obchodní školu. Po skončení středoškolského studia vstoupil na Pražskou konzervatoř, kde studoval hru na klavír u Josefa Procházky a skladbu u Karla Steckra. Vystudoval i mistrovskou školu u Vítězslava Nováka.
Stal se klavírním doprovázečem české altistky, zpěvačky Národního divadla Olgy Borové-Valouškové a houslisty Jaroslava Kociana. S Kocianem podnikl několik koncertních turné nejen v Čechách, ale i v Jugoslávii, Bulharsku, Itálii a Rakousku. V letech 1922–1923 podnikli koncertní cestu po Japonsku a po Spojených státech.
Po návratu do Čech založil komorní sdružení České trio (Jan Gregor – housle, Oldřich Jiroušek – violoncello), které si rychle získalo vynikající pověst. S Českým triem odcestoval znovu do Spojených států, kde působil jako koncertní umělec a jako profesor konzervatoře Lawndal v Chicagu. V roce 1927 absolvoval interpretační kurz u Alfreda Cortota na École Normale de Musique de Paris. Vrátil se do Spojených států a ještě další 3 roky učil na konzervatoři United Artist v Chicagu.

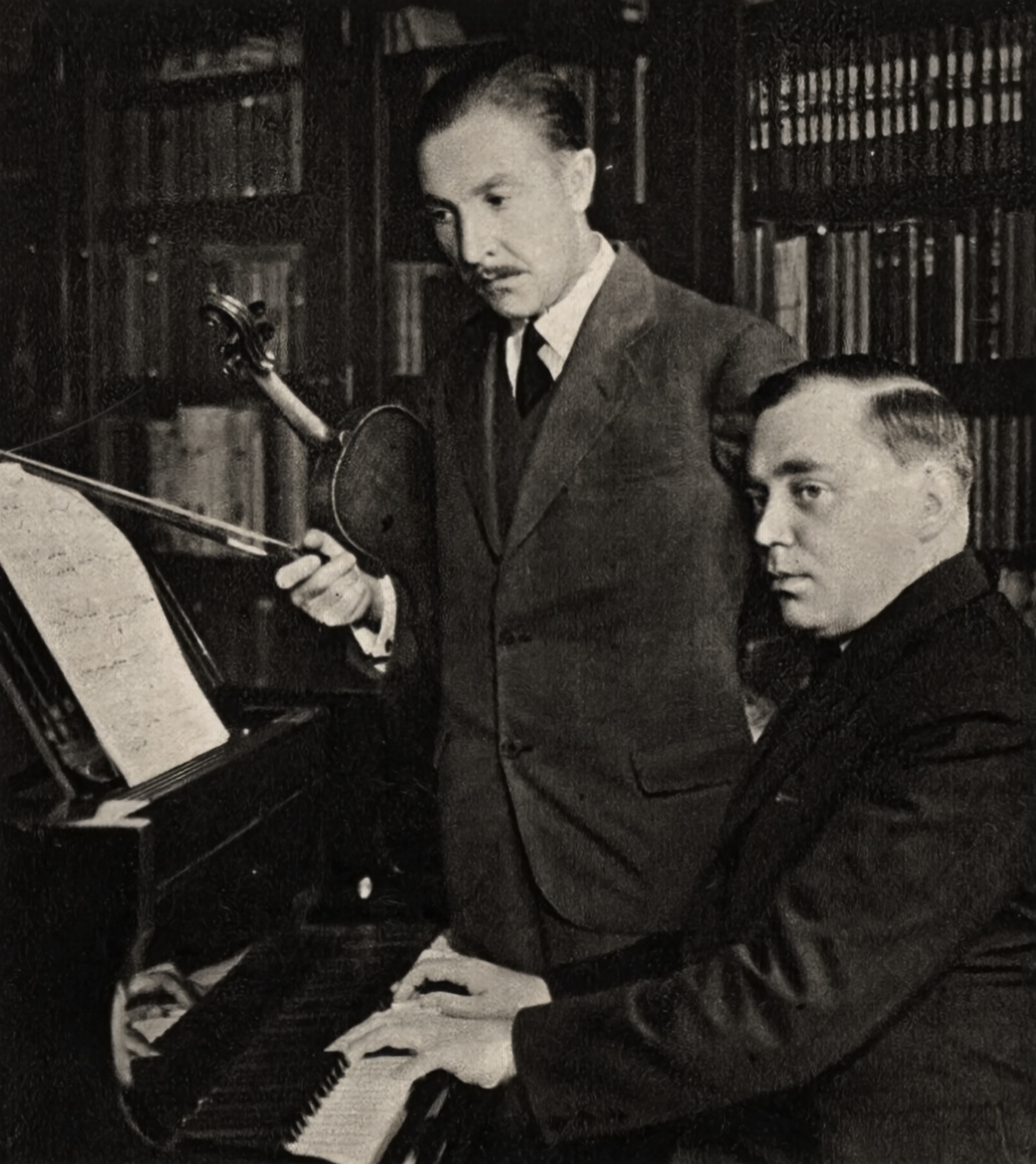
„Komorní duo: Zdeněk Kolářský a Vladimír Polívka dobývají ve svých koncertech pozoruhodných úspěchů pečlivou a slohově čistou reprodukcí komorních skladeb.“ – Pestrý týden, 21.10.1933

V roce 1930 se vrátil již natrvalo do Čech a učil zpěv na dívčím gymnáziu v Praze, externě harmonii na Pražské konzervatoři a klavír a teorii na Městské hudební škole v Písku. Řádným profesorem klavírní hry na konzervatoři se stal v roce 1940. Téměř dvacet let koncertoval s houslistou Zdeňkem Kolářským jako Komorní duo. Články o hudbě a kritikami přispíval do našich i zahraničních časopisů.

## Dílo

### Orchestrální skladby
- Jaro (1918)
- Intermezzo (1919)
- Malá symfonie (1921)
- Suita (1928)
- Koncert pro klavír a orchestr (1930)
- Ouvertura (1942)
- Symfonie (1943, nedokončena)

### Komorní skladby
- 1. houslová sonáta (1918)
- 2. houslová sonáta (1919)
- Scherzo pro dvoje housle a klavír (1933)
- Sonáta pro violu a klavír (1945)
- Suita pro violu a dechové kvinteto (1933, získala cenu Českého spolku pro komorní hudbu)
- Smyčcový kvartet (1937, cena České akademie věd a umění)
- Divertimento pro dechové kvinteto (1939)

### Melodramata
- Balada o očích topičových (slova Jiří Wolker, 1924)
- Balada v hnědi (Josef Hora, 1944)
- Barikáda (František Halas, 1946)

### Scénická hudba
- Polobůh (opera, libreto Otokar Fischer, 1930)
- Slavnostní kantáta (slova Josef Jiří Kolár, 1920)
- Zpěv domova (kantáta na slova Antonína Sovy, 1940)

Hudba k činohrám
- Pedro Calderón de la Barca: Chudý muž musí míti za ušima
- Josef Kajetán Tyl: Strakonický dudák
- Eugene O'Neill: Milionový Marco (1930)
- Johann Wolfgang von Goethe: Faust (1932)

### Klavírní skladby
- Endymion (suita, 1917)
- 3 impromptus (1919)
- Dni v Chicagu (1926)
- Préludes (1931)
- Sonáta (1932)
- Fantasie, passacaglia a fuga (1936)
- Scherzo pro dva klavíry (1937)
- Malá suita (1937)

Vydal velké množství instruktivní literatury pro klavír: vlastní skladby ve snadném slohu, akordy, sonatiny a úpravy pro klavír. Prováděl revize klavírních skladeb před jejich vydáním. Vedle toho zkomponoval i velké množství písní, písňových cyklů a sborů.